# ZynAddSubFX
ZynAdddSubFX (vanaf versie 3 Zyn-Fusion genoemd) is een open source softwaresynthesizer voor Linux, macOS en Windows. Bij versie 3 was er een nieuwe interface uitgebracht onder proprietaire voorwaarden (Zyn-Fusion), maar dat werd later ook open source. De officiële build van Zyn-Fusion is echter niet gratis.
Als klankgenerator zijn er drie hybride synthese-engines die verschillende methoden van klankopwekking combineren. Er worden geen samples gebruikt; alles wordt opgewekt via klanksynthese. De synthesizer heeft effecten als galm, echo, chorus, distortie, equalizing en meer, en ondersteunt microtonale stemming.
De originele auteur van ZynAddSubFX is Nasca Octavian Paul. Het project was gestart in maart 2002 en de eerste publieke versie (1.0.0) kwam uit op 25 maart 2002. Sinds 2009 is Mark McCurry de beheerder.

## Geluidsgeneratie
ZynAddSubFX combineert verschillende methoden van klanksynthese voor het genereren van geluid: additieve synthese door de ADsynth engine, subtractieve synthese door de SUBsynth engine, en een origineel algoritme voor wavetable-synthese met de PADsynth engine.